# Георгадзе, Марина Александровна
«…Стихи Марины Георгадзе написаны довольно бесхитростно, самой простой повседневной лексикой, лишены каких бы то ни было формальных изысков. При этом многие её тексты поражают своей смысловой глубиной: автор не боится затрагивать самые сложные и неоднозначные темы, задаваться вопросами, на которые нет ответа. Мало того, она делает это с такой лёгкостью, будто рассуждает не о вечных вопросах, а о том, как провести ближайшие выходные».
Мари́на Алекса́ндровна Георга́дзе (груз. მარინე ალექსანდრეს ასული გიორგაძე, фамилия при рождении — Косорукова; 17 марта 1966, Москва — 23 августа 2006, Нью-Йорк) — русский поэт, прозаик, эссеист и переводчик.

## Биография
Окончила Литературный институт имени А. М. Горького (поэтический семинар Евгения Винокурова). В конце 1980-х уехала в Грузию, а оттуда — в США. С 1992 года жила в Нью-Йорке.
Стихи, проза и переводы публиковались в журналах «Литературная Грузия», «Слово/Word», «Постскриптум», «Континент», «Новый журнал», альманахах «Тёплый Стан», «Контекст-9» и др.
Марина Георгадзе занималась поэтическими переводами с грузинского (в частности, перевела на русский язык стихи Терентия Гранели). Переводила статьи с русского на английский для нью-йоркского журнала «Слово/Word», в последние годы жизни работала ответственным секретарём в нью-йоркском «Новом журнале».
Скончалась от меланомы в нью-йоркском хосписе 23 августа 2006 года. Прах захоронен в Москве на Введенском кладбище (5 уч.).

## Критика
Критик журнала «Октябрь» А. Орлицкая выделяет в творчестве Марины Георгадзе три периода — московский, тбилисский и нью-йоркский.
По мнению критика, в ранних стихотворениях «московского» периода «уже прослеживаются и авторский стиль Марины Георгадзе, и темы, которые становились предметом её творческой рефлексии на протяжении всей жизни». Центральное место занимают стихотворения о матери, умершей, когда Марине было девять лет, «постоянный внутренний диалог» с ней, тема смерти.
«Тбилисский» период отмечен красочностью, стихи «полны яркого, солнечного грузинского колорита». «Эмоционально… эти тексты передают ощущение радости, восторга от возвращения на историческую родину, обретения чего-то нового. Тем не менее, общий позитивный настрой не мешает поэту, как и прежде, рассуждать на философские темы и задаваться „вечными“ вопросами».
Нью-йоркские тексты более динамичны, насыщенны: «Будто бы повышается общее напряжение, всё больше текстов посвящено критическим рассуждениям о себе и своей жизни, всё чаще встречается тема смерти. До предела это напряжение доходит в последних стихах, написанных Мариной Георгадзе незадолго до смерти».

Отношение к смерти в стихах Марины Геоградзе нельзя назвать типичным. Смерть воспринимается не как абсолютный конец, а скорее как некоторый рубеж, за которым следует всё та же жизнь — пусть в несколько ином, преломленном виде. Любопытно, что смерть и рождение в пространстве поэтического текста могут меняться местами…— Журнал Октябрь
Критик П. Басинский отмечал в «Литературной газете», что «стихи Георгадзе <…> скупы на образы, графичны и эмоционально сдержанны <…> в точном смысле этого слова оригинальны». Другой автор того же издания, И. Панин, оценивая стихи Георгадзе как «в лучшем случае — средний уровень», сетовал на то, что «миллионы людей в России могут вполне обоснованно считать себя обиженными на власть, чиновников, сограждан. Но у них нет возможности пожить то в одной, то в другой стране, летать на карнавалы в Бразилию, как это делала Георгадзе».
В дискуссии, развернувшейся на страницах «Литературной газеты», поэт и критик И. Меламед характеризует статью И. Панина как «обвинительный акт в отношении писателей-эмигрантов, ненавидящих Родину», в ряды которых зачислена и Марина Георгадзе. Меламед отмечает в статье Панина изобилие «досужих домыслов» и искажений биографических сведений, полемику «с собственными выдумками, не имеющими ничего общего ни с отношением Марины к России, ни с её реальной биографией»: 

…жизнь для неё была — в той или иной мере — невыносима везде. Невыносима Марине была не Россия, а жизнь вообще — в экзистенциональном смысле.— Игорь Меламед

## Книги
- Маршрут. — Нью-Йорк: Слово/Word, 1998.
- Чёрным по белому. — М. : Журнал «Итака»; Журнал «Комментарии», 2002. — 144 с.
- Я взошла на горы Сан-Бруно. — Нью-Йорк, 2007.
- Я жить вернусь…: Стихи. Рассказы. Путевые заметки / сост., вступ. ст., подгот. текста А. Ю. Чайковской; предисл. И. С. Меламеда; послесл. А. Е. Сумеркина. — М.: Книжница, 2010. — 460  с. — 500 экз.

### Публикации
- Марина Георгадзе на сайте «Новая карта русской литературы»
- Марина Георгадзе в «Журнальном зале»
- Марина Георгадзе на сайте «Век перевода»
- Марина Георгадзе. Переводы в журнале «Стороны света»
- Марина Георгадзе. Рассказ в журнале «Стороны света»
- Памяти Марины Георгадзе в «Журнальном зале»
- Шесть лет назад не стало Марины Георгадзе в «Журнальном зале»
- Памяти Марины Георгадзе // TextOnly. — 2006. — № 19 (5’06).

### Критика
- Орлицкая, А. От простого к сложному (Рец.: Георгадзе, М. «Я жить вернусь…». М., 2010) // Октябрь : журнал. — М., 2011. — № 9.
- Панин, И. Кабачок вместо ананаса // Литературная газета. — М., 2011. — 14 сентября. — № 36 (6337). Архивировано 27 сентября 2011 года.
- Меламед, И. И с Дона и с моря… // Литературная газета. — М., 2011. — 28 сентября. — № 38 (6339). Архивировано 29 июня 2012 года.
- Панин, И. В огороде бузина… // Литературная газета. — М., 2011. — 28 сентября. — № 38 (6339). Архивировано 29 июня 2012 года.